# Сацюк Володимир Миколайович
Володимир Миколайович Сацюк (нар. 11 березня 1963, м. Малин, Житомирська область) — український політик та працівник російських спецслужб. Перший заступник Голови Служби безпеки України (квітень — грудень 2004).

## Біографія
Народився 11 березня 1963 року у місті Малин, Житомирської області. Українець.
Володимир Сацюк був власником будинку, де згідно з слідством, могли отруїти майбутнього президента Ющенка в 2004 році. 2005 року виїхав до РФ та отримав російське громадянство, перебував в розшуку України.

## Родина
- Дружина — Світлана Григорівна, 1970 року.
- Син Сергій, 1985 року.
- Син Владислав, 1991 року.
- Син Ярослав, 1997 року.

## Освіта
Закінчив Київське вище загальновійськове командне двічі Червонопрапорне училище імені М. В. Фрунзе у 1987 році, перекладач — референт німецької мови, «Військова тактична розвідка».
Міжгалузевий інститут післядипломної освіти  у 1997 році, «Правознавство».

## Кар`єра
- 1980 — 1982 рр. — учень фрезерувальника, фрезерувальник Малинського дослідно-експериментального заводу.
- 1982 — 1994 рр. — служба в армії.
- 1994 — 1996 рр. — заступник директора СП «Тавр», місто Київ.
- 1996 — 1998 рр. — генеральний директор, президент ЗАТ «Укррос», м. Київ.

Був головою ради «АКБ Україна» з травня 1999 року.
Був членом Координаційної ради з питань внутрішньої політики — вересень 1998 року —  грудень 1999 року.
Був  першим заступником голови партії «Демократичний союз» з грудня 2000 року.
Народний депутат України 3-го скликання з березня 1998 року до квітня 2002 року від СПУ-СелПУ, № 25 в списку. На час виборів - голова правління (президент) ЗАТ «Укррос» місто Київ. Член СелПУ.
Голова підкомітету з прикордонних і митних питань та Національної гвардії України Комітету з питань національної безпеки і оборони з 1998 по 2002 рік.
Народний депутат України 4-го скликання з квітня 2002 року до березня 2005 року, виборчій округ № 64, Житомирська область, висунутий Виборчим блоком політичних партій "Демократична партія України — партія «Демократичний союз». За 21.11 %, 18 суперників. На час виборів — народний депутат України.
Член фракції СДПУ(О) з лютого 2004 року. 
Голова підкомітету з питань авіаційного транспорту Комітету з питань будівництва, транспорту, житлово-комунального господарства і зв'язку з 2002 по 2005 рік. Склав депутатські повноваження 3 березня 2005 року. 
З 2005 до 2011 року працював радником директора ФСБ Російської Федерації.